# AERO
AERO (Anthology of Electronic Revisited Originals) är ett musikalbum av Jean Michel Jarre som släpptes 2004. Det består till största delen av låtar från tidigare album, samt tre nya låtar.  Konceptet med albumet är att alla låtar är omarbetade till 5.1-surroundljud, vilket också gjorde den till det första musikalbumet i världen av denna typ. Mellan varje spår finns ”scener” som är del av de omgivande låtarna.
Efter detta album har Jean Michel Jarre släppt två Live-DVD med konserter, samt 2007-03-28 släppte han albumet Téo & Téa som också precis som Aero gavs ut både på CD, och i CD/DVD-upplaga med 5.1-ljud. 

## Låtlista
1. Aero Opening
2. Scene 1
3. Oxygene 2
4. Scene 2
5. Aero
6. Equinoxe 8
7. Oxygene 4
8. Scene 3
9. Souvenir of China
10. Scene 4
11. Aerology
12. Scene 5
13. Equinoxe 3
14. Scene 6
15. Equinoxe 4
16. Scene 7
17. Last Rendez-Vous
18. Scene 8
19. Zoolookogy
20. Scene 9
21. Aerozone
22. Scene 10
23. Magnetic Fields 1
24. Scene 11
25. Chronology 6
26. Bonus track: Rendez-Vous 4 (Live Version)